# حصار مالقة (1487)
حصار مالقة هو إحدى العمليات العسكرية التي سميت بمعارك الاسترداد، والهدف منها هو استرداد الأندلس (إسبانيا والبرتغال) من أيدي المسلمين. دام الحصار لأربعة أشهر، وأهم ما امتاز به هو استخدام عربات الخيول كسيارات اسعاف لأول مرة في التاريخ، فكانت بدايات ظهور سيارات الإسعاف.

## خلفية

مملكة غرناطة عام 1462(باللون الأخضر الداكن)، مع تواريخ الفتوحات اللاحقة

تعدّ مالقة الهدف الرئيسي للحملة العسكرية التي قادها الملوك الكاثولوكيين ضدّ مملكة غرناطة عام 1486 ،و قد كانت مملكة غرناطة تخسر أقاليمها لصالح القوات النصرانية.الملك فرناندو الثاني، ملك أرغون خلَّف قرطبة جيشًا من عشرين ألف فارس، خمسين ألف جنديّ وثمانية آلاف من القوات الدّاعمة. انضمّت هذه الفرقة العسكرية للمدفعية بقيادة فرانسيسكو راميريز دي مدريد ( بالإسبانية : Francisco Ramírez de Madrid ) الذي غادر إستجة. قرر الجيش مهاجمة بلش مالقة أولا، ثم المواصلة غربا نحو مالقة. و قد قامت الجواسيس النصرية بتقسّي حركة الحملة النصرانية، وهرب سكّان بلش مالقة إلى الجبال وإلى قلعة Bentomiz.
تقدّم الجيش الإسبانيّ ببطئ عبر الطرق الصعبة في المدينة حتى وصل إلى بلش مالقة في السابع عشر من نيسان عام 1487. و بعدها بأيّام معدودة وصلت معدّات الحصار الخفيفة فقط، حيث أن المعدات الأثقل استحالَ حملها والتحرك بها عبر الطرق الوعرة. حاول سلطان غرناطة،أبو عبد الله محمد الثالث عشر ( لقبه :الزغل )، حاول تحرير بلش مالقة، لكنّ السلطة العليا لنبلاء قادِس أجبرته على الانسحاب الاضطراري والتقهقر عائدًا لغرناطة. و في طريق عودته تبيَّن له أن ابن أخيه، أبو عبد الله محمد الثاني عشر، قد أطاحَ بحكمه. بعد فقدان الأمل، أذعنت بلش مالقة للهزيمة وقبلت بالاستسلام في السابع والعشرين من نيسان عام 1487 شريطة الحفاظ على أرواح سكّان البلاد وأن يُبقي كلٌّ منهم على دينه وممتلكاته. كما أن العديد من المناطق الصغيرة المجاورة أعلنت استسلامها خلال التحرك نحو الهدف القادم; غرناطة.

## مدينة مالقة
كانت تعدّ مدينة مالقة ثاني مدينة في الإمارة بعد مدينة غرناطة نفسها، بوابةً تجاريةً رئيسية على البحر الأبيض المتوسط. كانت المدينة مزدهرة، بفنّ عمارتها البديع، وحدائقها الغنّاء وينابيعها تروي النافورات فتسقي الواردين. كانت المدينةُ مُحاطةً بحصونٍ منيعة. و من فوقها توجد القلعة، قصبة مالقة، يربطُ طريقٌ مسقوف بينها وبين قلعة جبل الفارو.
كما توجد ضاحية قريبة منها مطوقة بسور منيع. قرب ناحية البحر توجد بساتين الزيتون والبرتقال و الرمّان، والكروم التي كان يصنع من عنبها نبيذ مالقة المعدّل الحلو، وهو من أهمّ صادرات المدينة.
كانت المدينة مدَّعمةً جيِّدًا بسلاح المدفعية والذخيرة و العتاد. و بالإضافة للحامية العسكرية المعتادة، فقد كان فيها متطوعون من بلدات أخرى في المنطقة، وفيلَقٌ من Gomeres، وهم مرتزقةٌ أفارقة منظمون ومتمرِّسون. حامد الثغري، المدافع الأسبق عن مدينة رونده، أصبح في قيادة الدفاع عن مالقة.

## الحصار ( 7 أيّار - 13 آب 1487 )

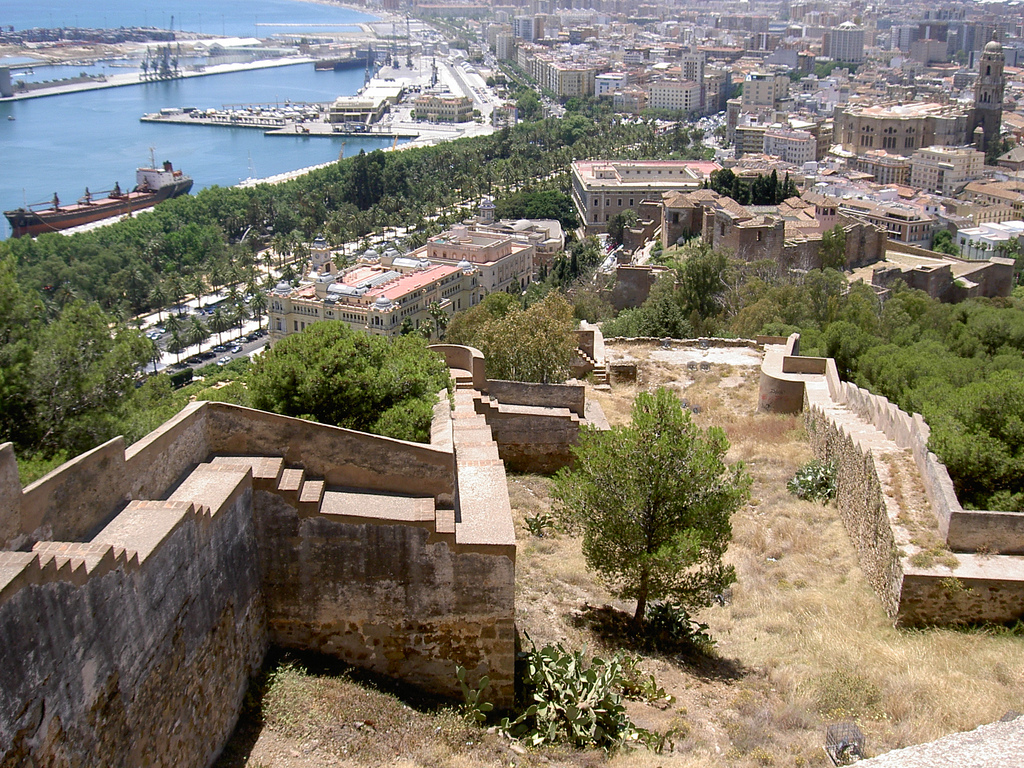
مالقة من على قمة جبل الفارو

بينما كان الملك فرناندو لا يزال في بلش مالقة حاول التفاوض على عملية الاستسلام بالتي هي أحسن، ولكن مفاوضاته التي عرضها تم رفضها من قبل حامد الثغري. غادر فرناندو بلش مالقة في يوم 7 أيار من عام 1487 و تقدّم عبر الساحل قاصدًا بلدية رينكون دي لا فيكتوريا، التي تبعد حوالي الستة أميال عن مالقة، الطريق إليها يقع بين قمّتين تحت حراسة المسلمين. نشب القتال واستمرّ حتى الغروب، عندما نجح النصرانيون بقلب الموازين لصالحهم وتراجع المسلمون إلى قلعة جبل الفارو. تم تحويل القمة الواقعة ناحية البرّ إلى معقلٍ نصرانيّ مهمّ، وبدؤوا العمل لتطويق المدينة، فكان ذلك عبر حفر الخنادق ومدّ السياج الوتدي أو بإنشاء السدود الترابية إذا وجدوا الأرض صخرية فلا يستطيعون حفرها. و من جهة البحر، فقد قُطِعَ أي اتصال للمدينة مع الخارج عبر أسطول من السفن الحربية والقوارب و المراكب الشراعية السريعة، تمترست جميعها في الميناء.
تمّ شنّ أول هجمة نصرانية على الضواحي من ناحية البرّ، حيث خرقوا دفاعات العدوّ، فتراجع المسلمون نحو المدينة بعد مقاومة عنيفة. بعث فرناندو الثاني حملةً عسكرية إلى أنقاض الجزيرة الخضراء لاسترداد الكرات الحجرية التي استُعملت في حصار الجزيرة الخضراء (1342)، ليتم استعمالها ثانية ضد مالقة. انضمّت الملكة إيزابيلا الأولى إلى زوجها، مصحوبةً برجال البلاط وكبار رجال الدين والنبلاء، الأمر الذي عزّز الدعم النفسي للنصرانيين.
رابَطَ المسلمون على الحدود وشنّو العديد من الهجمات المتتالية، وُصفت بعضها بالهجمات القوية. و استمرت المحاولات لكسر الحصار. و في حادثة، قام الزغل بإرسال هيئة من قوات الفرسان العسكرية من وادي آش، تمَّ اعتراضها وهزيمتها من قبل قوة أكبر أرسلها ابن أخيه أبو عبد الله. و أعقبها ابن أخيه بتقديم الهدايا باهظة الثمن إلى الملوك الكاثولوكيين مؤكدًا لهم نواياه الحسنة. في المقابل، وافق الحكّام الكاثولوكيين على الحفاظ على أرواح رعيّته وتركهم يعيشون بسلام وسمحوا باستمرار التجارة غير الحربية بين غرناطة وإسبانيا.
شحَّ الزادُ في مالقة. في حين تلقّى النصرانيون حمولتين فلمنكيتين مليئتين بالذخيرة العسكرية أرسلها لهم ماكسيمليان الأول (إمبراطور روماني مقدس).

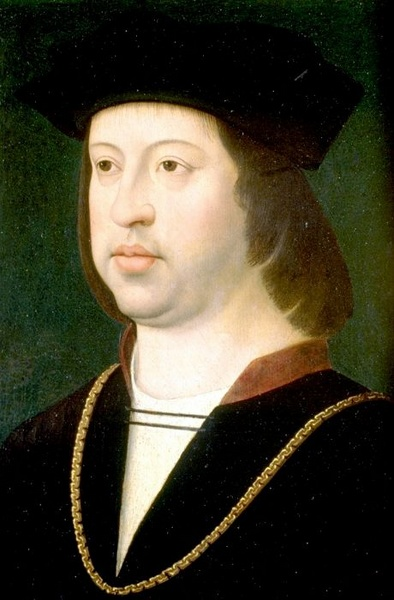
فرناندو الثاني ملك مملكة أرغون

لقد عمدَ فرناندو إلى سياسة التجويع في المدينة، لكنّه ضاق صبرًا بالمماطلات فشرع بتشييد الضبور المتحركة التي تساعدهم على عبور جدار المدينة، وحفر الأنفاق لدخول المدينة من تحت الأرض وتقويض الجدار. قام المسلمون بشنّ هجوم عبر الأنفاق، طردوا النصرانيين وأرسلوا عربات مسلحة ضد الأسطول.
و لكن بعدها بثلاثة أشهر، وضع النصرانيون يدهم على برج معطل مربوط بجدار المدينة عبر جسرٍ من أربعة قناطر، ما يُعَدُّ نقطةً مهمةً للتوغُّل أكثر نحو المدينة. في تلك الأثناء، كانت مخازن الطعام عند المالقيين قد نفدت ووصلت بهم الضائقة لدرجة تناول لحم القطط والكلاب، وتناول أوراق الكروم وجريد النخل ومضغ الجلود. برؤية معاناتهم الشديدة، وافق حامد الثغري على التراجع بقواته نحو قلعة جبل الفارو وترك الأهالي يضعون شروطهم في المفاوضات مع النصرانييين.

## التسليم ( 13 - 18 آب 1487 )
بعد فشل المفاوضات، أذعن ممثِّلوا المدينة لحقيقة تسليم المدينة، تاركينَ أنفسهم لرحمة فرناندو. جرى تسليم المدينة في الثالث عشر من آب سنة 1487. بينما صمدت القلعة حتى الثامن عشر من آب، عندما أذعن قائدها، علي دوردوكس، للهزيمة في مقابل بقاء جماعته المكونة من خمسٍ وعشرين عائلة كمدجنين في المدينة. دخل الملوك المدينة منتصرين في الثامن عشر من آب سنة 1487. و في اليوم التالي، استسلم الحصن في جبل الفارو بقيادة حامد الثغري.

## العواقب
كان الاستيلاء على مالقة بمثابة صفعة قوية لمملكة غرناطة النصرية، التي خسرت بموجبها بوابتها البحرية الرئيسية. قرر فرناندو الثاني تطبيق عقوبة استثنائية لقاء ما لقي من مقاومة ممتدة. فحُكِمَ على جميع السكان بالرقِّ أو الموت، عدا جماعة علي دوردوكس. أما حامد الثغري فقد تم تنفيذ حكم الإعدام فيه. الناجون الذين تتراوح أعدادهم بين 11000 و 15000، عدا عن الجماعات المرتزقة الأجنبية، تمّ استرقاقهم ومصادرة جميع ممتلكاتهم. بعضهم تم إرساله إلى المغرب في مقابل الإفراج عن أسرى نصرانيين، بعضهم الآخر تم بيعه لتسديد نفقات الحملة العسكرية، والبعض جرى توزيعه كهدايا.
تم إيكال مهمة إعادة تنظيم الإقليم لـ García Fernández Manrique الذي استولى على القلعة، و Juan de la Fuente، اثنين من الإداريين المخضرمين. استعان Manrique بمساعدة علي دوردوكس. و تم وهب الأرض للقوّات المشاركة في الغزو كمكافأة لهم. ما بين الخمسة والستة آلاف نصراني من إكستريمادورا، مملكة ليون، مملكة قشتالة، و منطقة غاليسيا وبلاد الشام أعادوا عمارة الإقليم، حوالي الألف منهم استقرّوا في العاصمة.